# June Havoc
June Havoc (gebürtig: Ellen Evangeline Hovick; * 8. November 1912 in Vancouver, British Columbia; † 28. März 2010 in Wilton, Connecticut) war eine US-amerikanische Schauspielerin.

## Leben
Angetrieben von ihrer ehrgeizigen Mutter Rose Thompson Hovick (1890–1954), übernahm June Havoc bereits im Alter von zwei Jahren Auftritte. Ihre Schwester ist die Schauspielerin und Entertainerin Gypsy Rose Lee (1911–1970), die ihre enorme Popularität in den USA vor allem ihren legendären Striptease-Auftritten verdankte. In dem bekannten Musical Gypsy (uraufgeführt 1959) und dessen Verfilmung (1962) wird das Leben der Bühnenfamilie geschildert.
Als Kinderdarstellerin spielte Havoc von 1918 bis 1924 in mehreren Kurzfilm-Komödien von Hal Roach. In jenen Jahren trat sie außerdem gemeinsam mit der legendären Tänzerin Anna Pawlowa auf der Bühne auf und wurde schließlich Ensemblemitglied der städtischen Oper von St. Louis. Nebenbei versuchte sie sich als Model über Wasser zu halten. Nach Bühnenstationen in der Provinz erreichte June Havoc schließlich den Broadway, wo sie 1936 ihren Einstand gab.
1941 zog Havoc nach Hollywood. Hier erhielt sie in der Folge meistens größere Nebenrollen, die oft komödiantisch angehaucht waren, in Filmen wie Keine Zeit für Liebe, Hilfe, ich bin Millionär und in Elia Kazans oscarprämiertem Filmdrama Tabu der Gerechten. Bereits 1951 konzentrierte sie sich wieder fast vollständig auf ihre Tätigkeit am Theater. Wenig später kamen auch Angebote vom Fernsehen. Nach einer Gastrolle 1990 in der Serie General Hospital zog June Havoc sich ins Privatleben zurück.
Neben ihrer Leinwandkarriere beeindruckte die Schauspielerin durch ihr mutiges Eintreten für die Bürgerrechte in den USA. In der McCarthy-Ära gehörte Havoc als Teil des Committee for the First Amendment zu den wenigen Filmschaffenden (darunter Danny Kaye, Humphrey Bogart, Lauren Bacall und Gene Kelly), die in Washington gegen die von antikommunistischer Hysterie geprägten Menschenrechtsverletzungen durch einige Politiker aufbegehrten und für die Wahrung der Unverletzbarkeit der politischen Meinungsfreiheit demonstrierten.
June Havoc war dreimal verheiratet, unter anderem mit dem Drehbuchautor William Spier. Sie hat eine Tochter April Kent, die ebenfalls Schauspielerin wurde. June Havoc lebte zuletzt in Connecticut, wo sie im März 2010 im Alter von 97 Jahren starb.

## Filmografie (Auswahl)
- 1918: On the Jump (Kurzfilm)
- 1941: Four Jacks and a Jill
- 1942: Meine Schwester Ellen (My Sister Eileen)
- 1943: Hi Diddle Diddle
- 1943: Keine Zeit für Liebe (No Time for Love)
- 1943: Timber Queen
- 1943: Hello, Frisco, Hello
- 1945: Hilfe, ich bin Millionär (Brewster’s Millions)
- 1947: Die Bestie von Shanghai (Intrigue)
- 1947: Tabu der Gerechten (Gentleman's Agreement)
- 1948: When My Baby Smiles at Me
- 1949: Die Geschichte der Molly X (The Story of Molly X)
- 1949: Todesfalle von Chikago (Chicago Deadline)
- 1950: Once oh Thief
- 1952: Lady Possessed
- 1954–1955: Willy (Fernsehserie, 39 Folgen)
- 1956: Drei für Jamie Down (Three for Jamie Dawn)
- 1960: Die Unbestechlichen (The Untouchables; Fernsehserie, Folge The Larry Fay Story)
- 1973: Ein ganz besonderer Ort (Nightside; Fernsehfilm)
- 1977: Ich bin der Boß – Die Geheimakten des J. Edgar Hoover (The Private Files of J. Edgar Hoover)
- 1980: Supersound und flotte Sprüche (Can't Stop the Music)
- 1987: Salem II – Die Rückkehr (A Return to Salem's Lot)
- 1987/1989: Mord ist ihr Hobby (Murder, She Wrote; Fernsehserie, 2 Folgen)
- 1990: General Hospital (Seifenoper, wiederkehrende Rolle)